# Gemma Ward

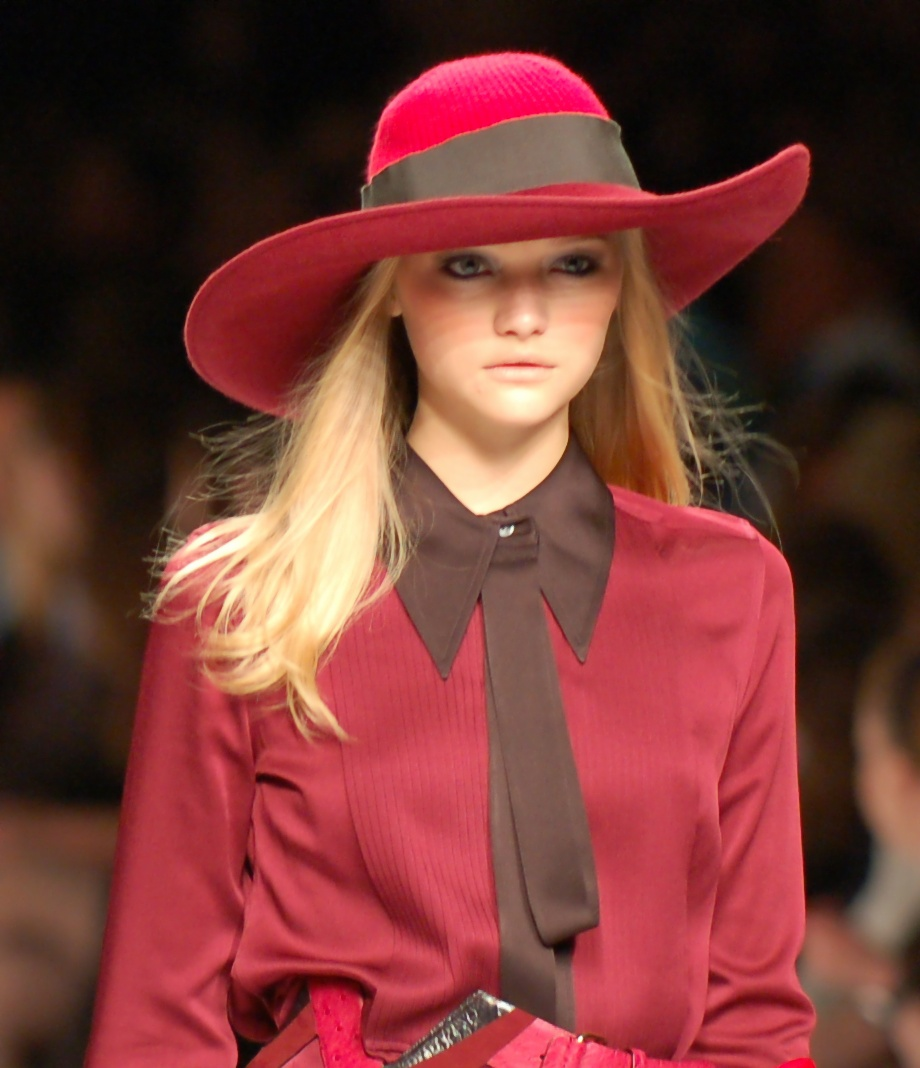
Gemma Ward

Gemma Louise Ward (* 3. November 1987 in Perth, Western Australia) ist ein australisches Model und Schauspielerin.

## Leben
Gemma Ward ist die zweite Tochter von Claire und Gary Ward. Ihre ältere Schwester Sophie arbeitet ebenfalls als Model. Die Zwillinge Oscar und Henry sind ihre beiden jüngeren Brüder. Ward wurde 2002 im Alter von 15 Jahren entdeckt, als sie im Publikum der australischen Fernsehshow „Search for a Supermodel“ saß – Freunde hatten sie überredet, mitzugehen. Sie ist eine ehemalige Schülerin des Shenton College in Perth. Sie ist 1,78 Meter groß und ihre natürliche Haarfarbe ist blond.

## Mode
Ward war das jüngste ausgewählte Model für ein Vogue-Foto-Shooting von It Girls der Modeling-Welt. Sie reihte sich somit in die Liga der Supermodels wie Gisele Bündchen, Karen Elson und Karolína Kurková ein.
Ward nahm bereits an Werbekampagnen von Prada bis Yves Saint Laurent teil; sie war als Laufsteg-Model für Designer wie Versace und Gucci tätig. Dabei wurde ihr regelmäßig die Ehre des „First Face“ (erstes Model auf dem Laufsteg) zuteil. Außerdem ist sie regelmäßig auf Titelseiten von Magazinen wie Vogue und W zu sehen. Ward ist das Hauptmodel (Spokesmodel) für Calvin Kleins Parfum „Obsession Night for Men“. Im Frühjahr 2006 gewann sie die Fashion TV First Face Modelawards Spring 2006.
Sie ist unter Vertrag bei „Vivien's Model Management Australia“ für Australien und bei „IMG Models“ in New York für den Rest der Welt.

## Film
Ward spielte in John Mayers Musik-Video Daughters mit. 2001 spielte sie im Film Pink Pyjamas die Rolle der „Heidi“. An der Seite von Rhys Wakefield und Toni Collette spielt Ward in dem Film The Black Balloon, der bei der Berlinale 2008 seine Weltpremiere hatte und in der Sektion Generation 14plus den Gläsernen Bären gewann. Im Horrorfilm The Strangers (2008) spielte sie an der Seite von Liv Tyler und Scott Speedman, ihr Gesicht ist allerdings, bis auf eine kurze Szene zuvor, im gesamten Film von einer Maske verdeckt. 2011 ist sie in Pirates of the Caribbean – Fremde Gezeiten als Meerjungfrau zu sehen. In der Neuverfilmung von Der große Gatsby (2013) hat Gemma Ward einen Sekunden-Auftritt.

## Privatleben
Im Jahr 2008 wurde Ward nachgesagt, eine Beziehung mit Heath Ledger zu haben, nachdem einige Zeitungen diesbezüglich eindeutige Fotos veröffentlicht hatten.
2011 bestätigte Ward dies in einem Interview mit The Sunday Telegraph. Die beiden verbrachten Weihnachten zusammen in der gemeinsamen Heimatstadt Perth, bevor sie wieder zusammen nach New York zurückkehrten, wo Ledger am 22. Januar 2008 starb.
Ward ist mit dem australischen Fotograf und Model David Letts zusammen.
Zusammen haben sie 3 gemeinsame Kinder und leben in Byron Bay, Australien.

## Filmografie
- 2001: Pink Pyjamas
- 2008: The Black Balloon
- 2008: The Strangers
- 2011: Pirates of the Caribbean – Fremde Gezeiten (Pirates of the Caribbean: On Stranger Tides)
- 2013: Der große Gatsby (The Great Gatsby)
- 2023: While the Men Are Away (Fernsehserie, 2 Folgen)
- 2024: Ladies in Black (Fernsehserie, Folge 1x05 Men in Briefs)